# Стефані Паверс
Стефані Паверс (англ. Stefanie Powers, нар.. (2 листопада 1942 , Голлівуд, Каліфорнія )) — американська актриса, найвідоміша за ролі Дженніфер Гарт в серіалі ABC «Подружжя Гарт» (1979—1984) та його телефільмах-сіквелах.

## Ранні роки
Стефані Софія Пол народилася 1942 року в Голлівуді, штат Каліфорнія. Її батьки розлучилися, коли ще була дитиною. Родина має польське коріння . У п'ятнадцятирічному віці Стефані Паверс почала виступати на театральній сцені, а на початку 1960-х років знялася у кількох малих проєктах під псевдонімом Тіффані Пол .

## Кар'єра

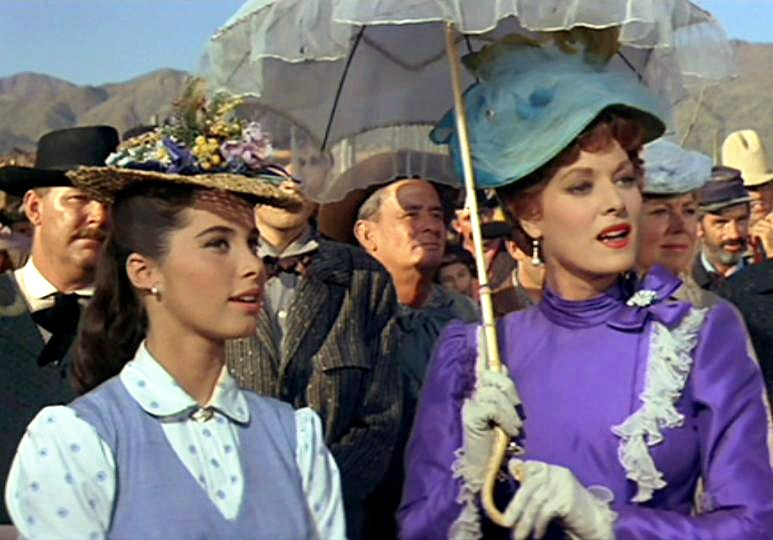
Паверс (ліворуч) з Морін О'Хара в «Маклінток!» (1963)

Стефані Паверс знялася у кількох кінофільмах у 1960-х роках, граючи, переважно, ролі другого плану. Серед її помітних робіт були ролі у фільмах «Експеримент з жахом» з Гленном Фордом та Лі Ремік, «Якщо відповідає чоловік» із Сандрою Ді та Боббі Даріном та «Маклінток!» з Джоном Вейном та Морін О'Хара. У 1966—1967 роках вона виконувала головну роль у серіалі NBC «Дівчина від Д. Я. Д. І.», закритому після одного сезону. У 1970-х роках вона знялася в таких фільмах, як «Чудова сімка знову в сідлі» та « Втеча до Афіни», але найчастіше з'являлася на телебаченні.
Паверс досягла найбільшої популярності завдяки ролі Дженніфер Гарт у серіалі ABC «Подружжя Гарт», який виходив з 1979 по 1984 рік. Ця роль принесла їй п'ять номінацій на премію «Золотий глобус» у категорії «за найкращу жіночу роль у телевізійному серіалі — драма» та дві номінації на «Еммі» за найкращу жіночу роль у драматичному телесеріалі . Після завершення серіалу було ще вісім телефільмів-сіквелів у 1990-х роках. Після завершення шоу Стефані Паверс продовжила кар'єру, знімаючись у міні-серіалах, таких як «Голлівудські дружини», та численних зроблених для телебачення фільмах.
У 1990-х роках Паверс перемістилася на Лондонську театральну сцену, виступаючи у мюзиклі «Матадор». У 2000—2001 роках вона також знімалася на британському телебаченні, зокрема у мильній опері «Лікарі». Також Стефані Паверс виступала на бродвейській та офф-бродвейській сценах.
В 1992 році Стефані Паверс була удостоєна іменної зірки на голлівудській «Алеї слави».

## Особисте життя
Стефані Паверс була двічі одружена. Її перший шлюб був із актором Гері Локвудом . Також вона мала стосунки з актором Вільямом Голденом з 1972 аж до його смерті у 1981 році .

## Вибрана фільмографія
| Рік       |   | Українська назва               | Оригінальна назва                      | Роль                 |
| --------- | - | ------------------------------ | -------------------------------------- | -------------------- |
| 1961      | ф | Теммі, скажи мені правду       | Tammy Tell Me True                     | Кей                  |
| 1961      | ф | Який батько, такий і син       | Like Father, Like Son                  | Джинни Міллер        |
| 1962      | ф | Експеримент з жахом            | Experiment in Terror                   | Тобі Шервуд          |
| 1962      | ф | Інтерни                        | The Interns                            | медсестра Глорія Мід |
| 1962      | ф | Якщо відповідає чоловік        | If a Man Answers                       | Тіна                 |
| 1963      | ф | Вікенд у Палм-Спрінгс          | Palm Springs Weekend                   | Банні Діксон         |
| 1963      | ф | МакЛінток!                     | McLintock!                             | Ребекка Маклінток    |
| 1964      | ф | Нові інтерни                   | The New Interns                        | Глорія Мід           |
| 1965      | ф | Багатолике кохання             | Love Has Many Faces                    | Керол Ламберт        |
| 1965      | ф | Помри, люба                    | Fanatic                                | Патріша Керрол       |
| 1966      | ф | Діліжанс                       | Fanatic                                | місіс Люсі Меллорі   |
| 1970      | ф | Крещендо                       | Crescendo                              | Сьюзан Робертс       |
| 1970      | ф | Боутнікси                      | The Boatniks                           | Кейт                 |
| 1972      | ф | Чудова сімка знову у сідлі     | The Magnificent Seven Ride!            | Лорі Ганн            |
| 1974      | ф | Герби знову на ходу            | Herbie Rides Again                     | Ніколь               |
| 1975      | ф | —                              | Gone with the West                     | Маленька Луна        |
| 1975      | ф | Це здавалося тоді гарною ідеєю | It Seemed Like a Good Idea at the Time | Джорджина            |
| 1978      | ф | Астральний фактор              | The Astral Factor                      | Кенді Барретт        |
| 1978      | ф | Втеча до Афіни                 | Escape To Athena                       | Дотті Дель Мар       |
| 1979—1984 | с | Подружжя Гарт                  | Hart to Hart                           | Дженніфер Гарт       |
| 1984      | с | Дочка Містраля                 | Mistral's Daughter                     | Мегі Лунел           |
| 2006      | ф | Кролича лихоманка              | Rabbit Fever                           | мама Джорджії        |
| 2007      | ф | Стрибай!                       | Jump!                                  | Кетрін Вілкінс       |
| 2020      | ф | Дружина художника              | The Artist's Wife                      | Ада Рисі             |